# Kiedy krol Herod krolował
Kiedy krol Herod krolował – epicka pieśń bożonarodzeniowa w języku polskim z XV wieku.
Początek pieśni (20 wersów) został zanotowany przez M.H. Juszyńskiego w 1820 na podstawie zaginionych obecnie rękopisów (Kancjonał Przeworszczyka, 1435, Kancjonał z 1521). Pełny tekst publikowany współcześnie został odtworzony na podstawie drukowanych kancjonałów z XVI i XVII w.
Zrekonstruowana pieśń składa się z 18 czterowersowych zwrotek. Fragment zanotowany przez Juszyńskiego opowiada o królu Herodzie, który na wieść o narodzinach Jezusa rozkazuje go odszukać. Zwrotki z późniejszych wersji drukowanych rozwijają wątek Trzech Króli.